# Кукмор (станция)
Ку́кмор — железнодорожная станция на Казанском ходе Транссиба, в городе Кукморе Республики Татарстан.
Севернее станции, параллельно железной дороге, проходит улица Ленина, южнее — Восточная улица.

## Легенда
Существует легенда строительства железной дороги и станции в Кукморе, согласно которой местные бизнесмены братья Комаровы споили путейщиков и уговорили строить дорогу через Кукмор. После постройки дороги Комаровы не оплатили работу, поэтому строители построили станцию на высоком холме, чтоб к ней было тяжелее добраться.

## Современное состояние
16 декабря 2005 года открыто новое кирпичное здание вокзала вместо деревянного, простоявшего более 80 лет. На открытии присутствовал президент Татарстана М. Ш. Шаймиев и первый заместитель начальника Горьковской железной дороги Анатолий Лесун. На торжественном открытии начальнику станции Ирине Бабушкиной был вручен символический станционный хрустальный колокол и золотой ключ.

«За последние годы вместе с ОАО «Российские железные дороги» мы построили все крупные вокзалы в республике, за исключением Зеленодольского. Теперь пришла очередь кукморского»— Минтимер Шаймиев на открытии вокзала

## Дальнее следование по станции
| № поезда | Маршрут движения          | № поезда | Маршрут движения   |
| -------- | ------------------------- | -------- | ------------------ |
| 45       | Екатеринбург — Кисловодск | 46       |                    |
| 367      | Киров — Кисловодск        | 368      | Кисловодск — Киров |